# Anton Becking

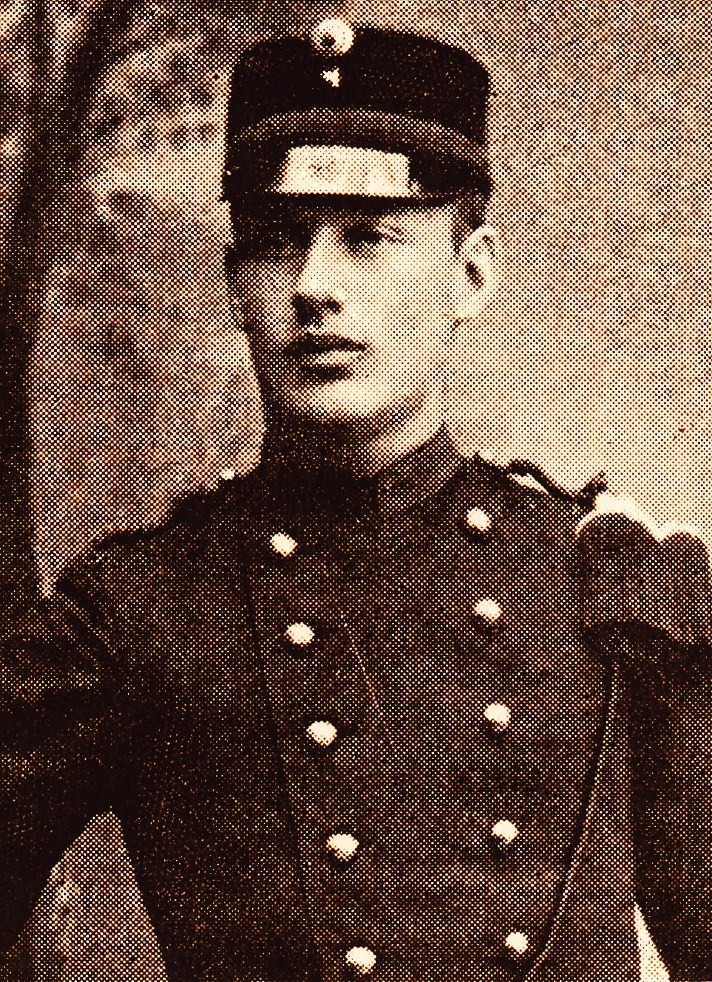
A. Becking

Anton Becking (Doesburg, 31 maart 1868 – Yogyakarta, 11 februari 1903) was een officier in het Koninklijk Nederlandsch-Indisch Leger. In 1894 werd Becking benoemd tot Ridder der 4e klasse in de Militaire Willems-Orde

## Nederlands-Indië
Na een opleiding aan de Koninklijke Militaire Academie en de Hogere Krijgsschool vertrok Becking in 1891 als tweede luitenant der artillerie naar Nederlands-Indië. Becking vertrok op 12 december 1891 met het stoomschip Soerabaja. Eenmaal aangekomen werd Becking geplaatst bij de 5e compagnie artillerie te Salatiga, Midden-Java. Op 28 mei 1894 werd Becking bevorderd tot eerste luitenant.
In juni 1894 vertrok Becking met de Lombokexpeditie onder leiding van Jacobus Augustinus Vetter, en later Petrus Paulus Hermannus van Ham. Becking onderscheidde zich door zijn daadkrachtig optreden als artillerie-officier. Becking beschoot met zijn eenheid vijandelijke stellingen in Tjakra, Ampenan en Mataram. Waar andere artillerie eenheden hun materieel moesten achterlaten, behield de eenheid van Becking alle stuks artillerie. Voor zijn werk tijdens de terugtocht van Mataram naar Ampenan op 27 augustus 1894 werd Becking onderscheiden als Ridder der 4e klasse in de Militaire Willems-Orde. Eind september werd Becking wegens ziekte vanuit Lombok naar Java geëvacueerd.
Eenmaal hersteld werd Becking in december 1894 overgeplaatst naar Makassar, Celebes. Op 17 juni 1895 werd een tweejarig verlof toegekend aan Becking in verband met zijn gezondheid. Bij aankomst in zijn geboorteplaats Doesburg werd Becking feestelijk ontvangen.
In februari 1897 keerde Becking, met vrouw en twee kinderen terug naar Nederlands-Indië en werd hij ingedeeld bij de 14e compagnie artillerie eenheid in Padang, Sumatra. Op 29 juli 1897 kreeg Becking opnieuw verlof wegens ziekte. In augustus 1899 werd Becking overgeplaatst naar Yogyakarta.

## Overlijden
Becking kwam onverwacht te overlijden op 11 februari 1903. Ten tijde van zijn overlijden woonde Becking in Yogyakarta waarbij de lokale pers schreef over een cholera-epidemie. Becking overleed in de ochtend van 11 februari 1903, kort daarna overleden drie van zijn kinderen. Ook de vrouw van Becking werd ziek maar overleefde.
Op 28 februari verscheen in De Locomotief een toevoeging op het overlijden van Becking, geschreven door zijn zwager W. Swaving. Swaving gaf aan dat er een week vóór zijn overlijden een geschil was tussen Becking en een van de bedienden. De bediende wilde de tafel afruimen waarop Becking aangaf dat dit op dat moment niet hoefde. Swaving gaf hierbij aan dat de bediende de borden terug op tafel smeet, waarop Becking hem waarschuwde en dreigde met ontslag. Hierop nam de bediende zelf ontslag. Het is onduidelijk of Swaving bij dit voorval aanwezig was.
Het Bataviaasch Nieuwsblad voegde aan dit verhaal toe dat de kokkin van de familie de vrouw was van de bediende. De krant gaf ook aan dat Becking erg voorzichtig was met zijn gezondheid en met name met water. De krant benadrukte ook dat de mogelijke vergiftiging geruchten waren en de uitspraak van de geneeskundigen, dat de doodsoorzaak cholera was, gevolgd moest worden.